# 1900年美國
|        | 美國歷史 \| 美國歷史年表                                                                                                   |
| 世紀： | 18世紀美國 \| 19世紀美國 \| 20世紀美國                                                                                     |
| 年代： | 1870年代美國 \| 1880年代美國 \| 1890年代美國 \| 1900年代美國 \| 1910年代美國 \| 1920年代美國 \| 1930年代美國               |
| 年份： | 1896年美國 \| 1897年美國 \| 1898年美國 \| 1899年美國 \| 1900年美國 \| 1901年美國 \| 1902年美國 \| 1903年美國 \| 1904年美國 |
| 紀年： | 美国独立124周年 |

## 聯邦政府

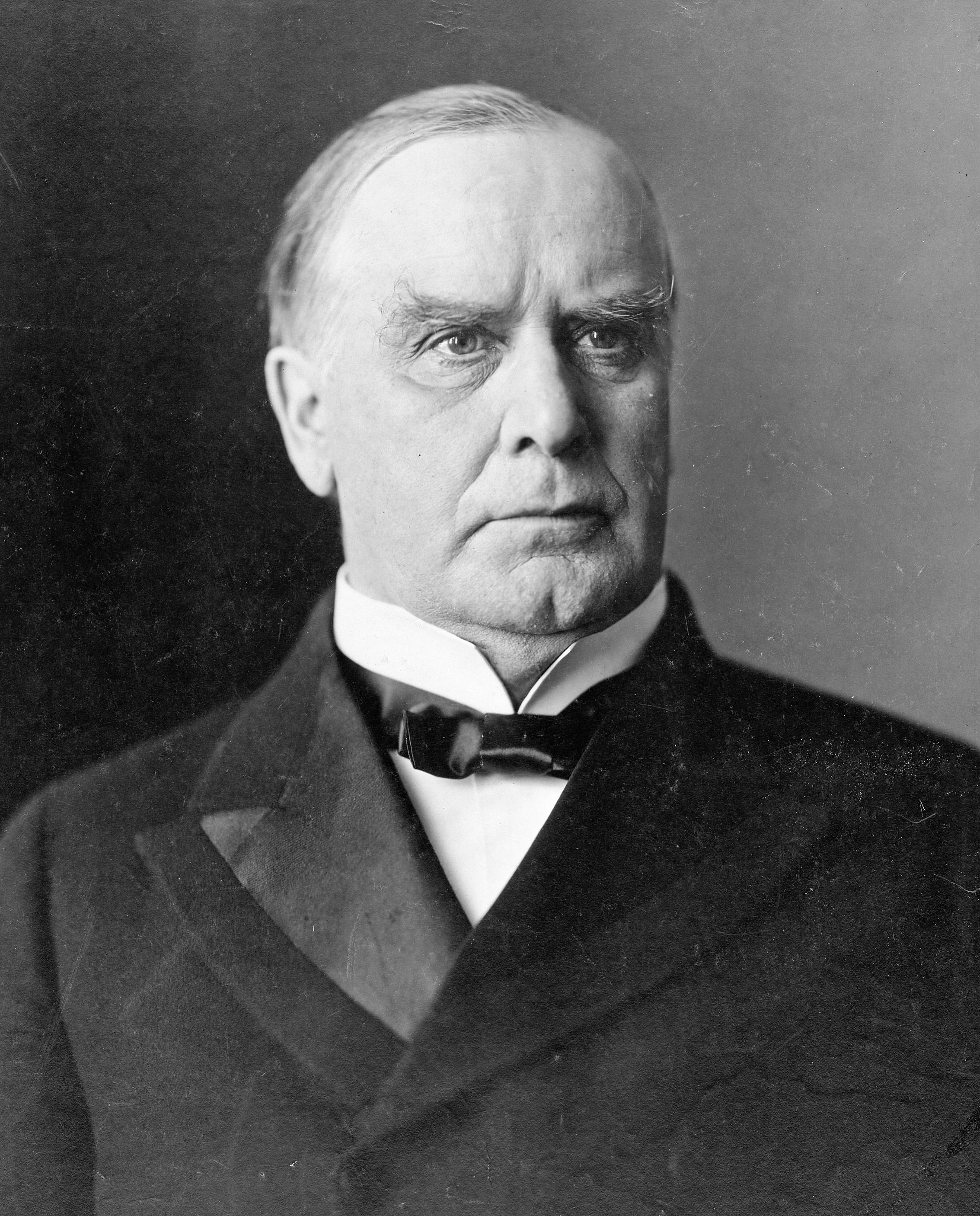
總統：威廉·麦金莱
副總統：空缺
參議院議長：空缺
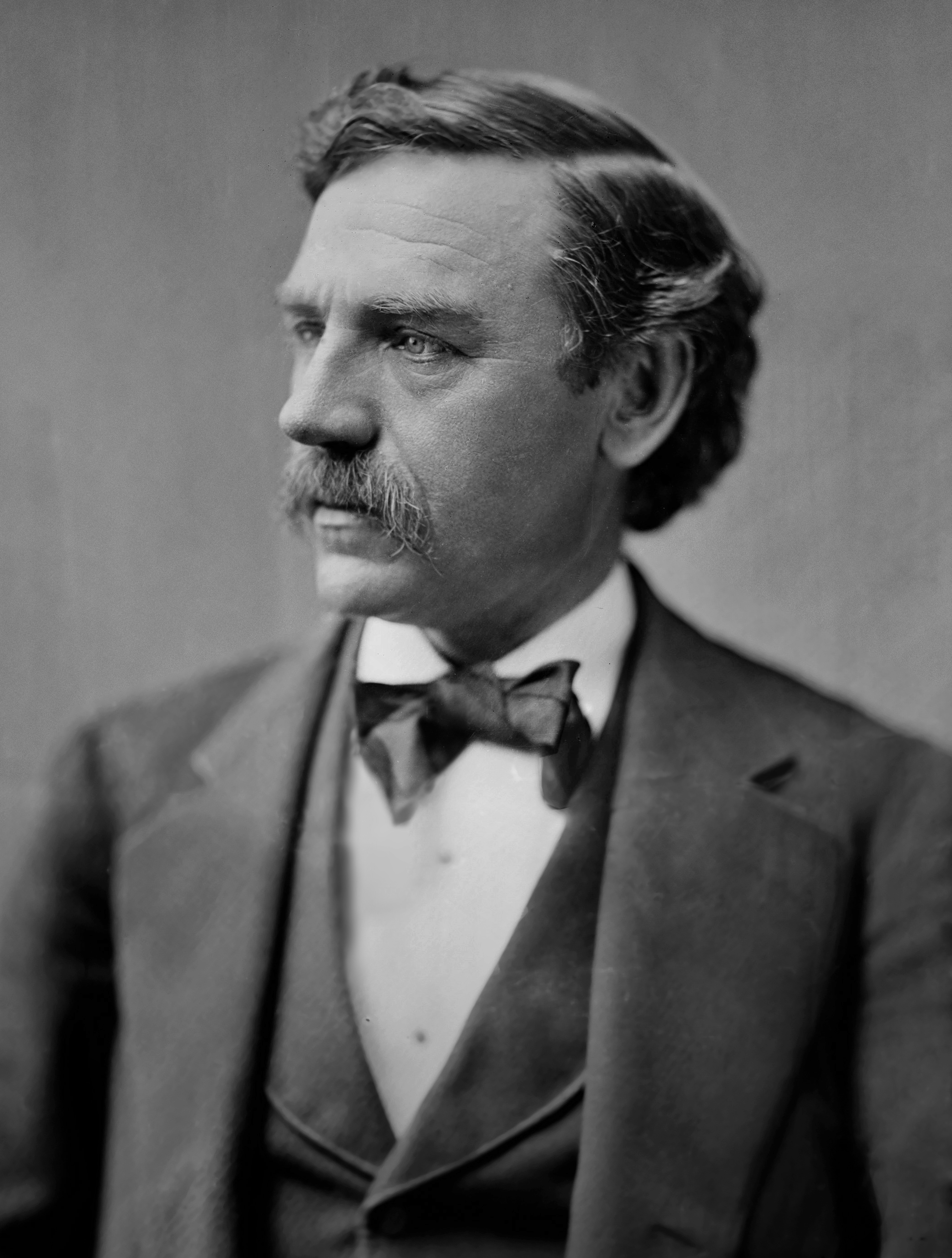
參議院臨時議長：威廉·P·弗萊
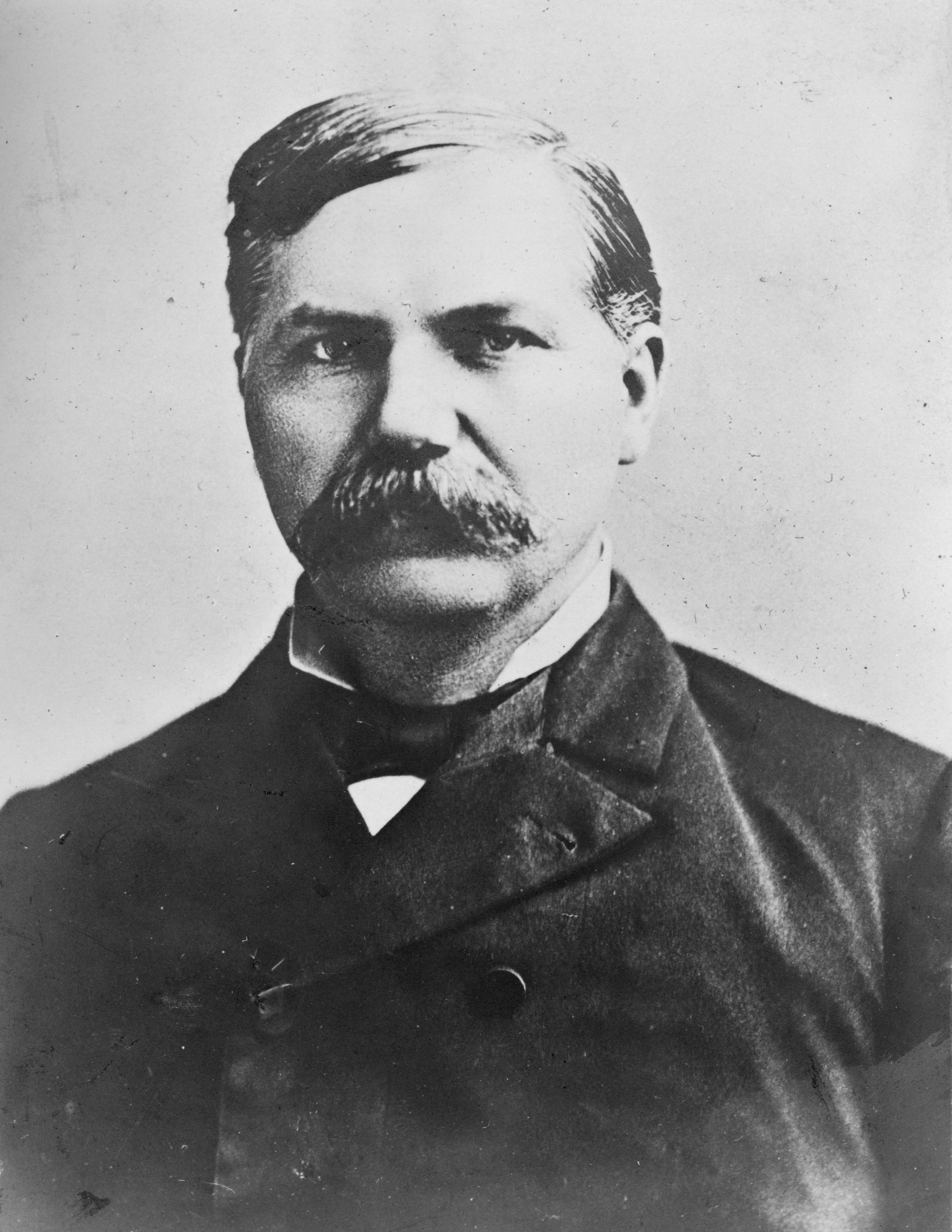
眾議院議長：戴維·布雷姆納·亨德森
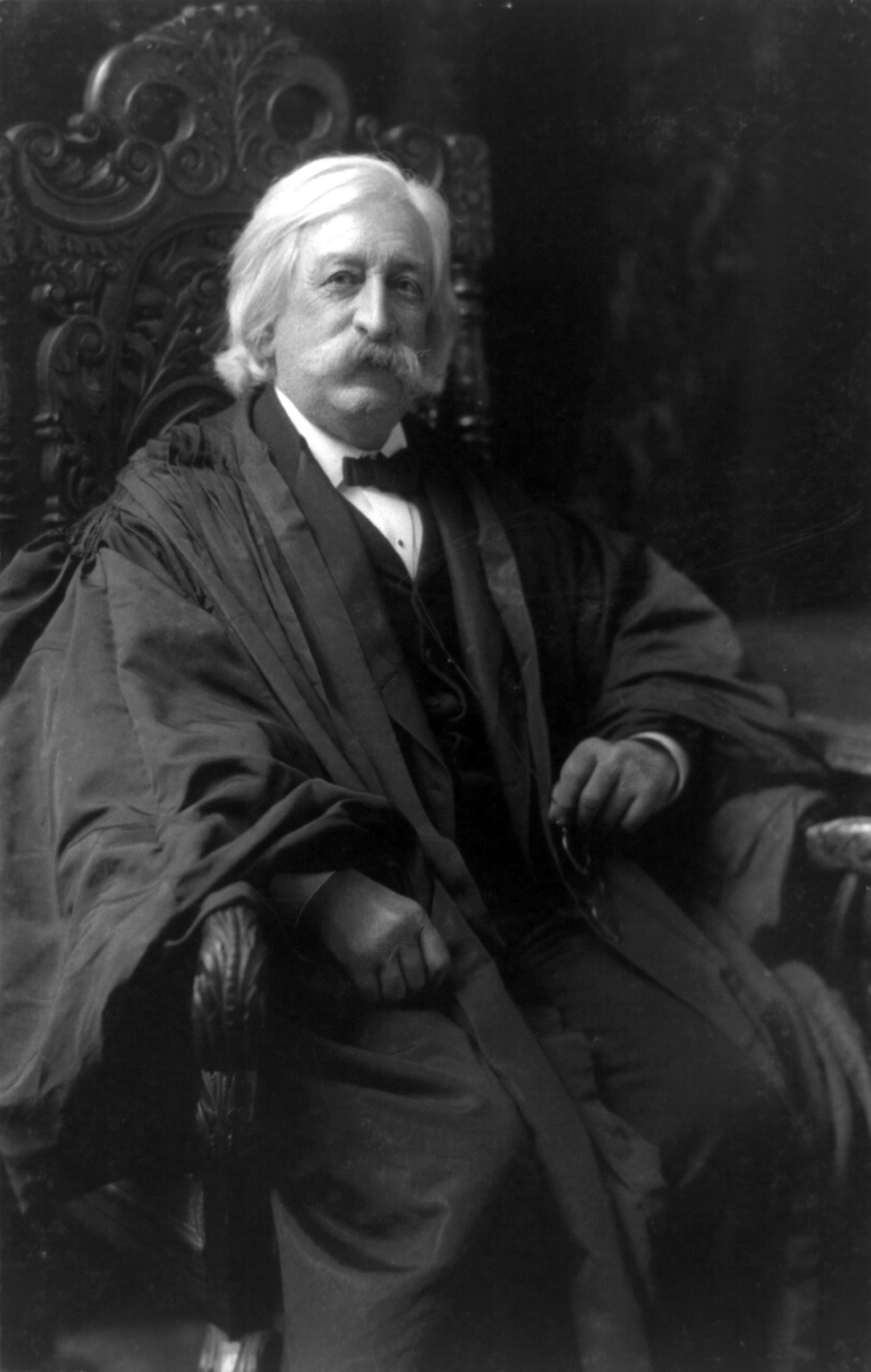
首席大法官：梅尔维尔·富勒

## 大事記

### 1月
- 1月1日——夏威夷要求派代表参加在首都华盛顿举行的共和党大会。（参见1900年4月30日）
- 1月2日——美國芝加哥的排水用运河完工，全长64公里，总工程费4500万美元。
- 1月8日——美國总统威廉·麦金莱William McKinley下令在阿拉斯加地区实施军事统治。
- 1月17日——美国取得威克岛，将得以连接夏威夷与马尼拉之间的海底电缆。

### 2月
- 2月3日——美國民主党Kentucky州州长候选人William Goebels遭枪手狙击身亡。（参见1900年8月18日）
- 2月5日——美國与大不列颠联合王国签订海约翰-庞斯弗斯条约。美国获得开辟巴拿马运河的权利，但不得在当地驻军。
- 2月6日——美国纽约州州长萧道尔·罗斯福宣称：任何情况下都不愿接受提名为副总统候选人。（参见1900年6月19日）
- 2月6日——美國参议院通过1899年海牙和平会议宣言：在海牙创立国际法庭。
- 2月8日——英国布勒将军在南非的Ladysmith镇受挫于布尔军，英军败退。（参见1900年2月14日）
- 2月9日——美国网球选手杜维特·菲利·戴维斯捐赠银杯，奖励给网球运动员。
- 2月13日——德国国会批准英德条约，美國與英、法、德三国达成分割波利尼西亚的协议。
- 2月22日——夏威夷群島成為美國一準州。

### 3月
- 3月2日——美国国会在首都华盛顿表决通过以200万美元援助波多黎各。（参见1900年3月19日）
- 3月5日——2艘美国战舰前往尼加拉瓜制止革命动乱。
- 3月11日——美、英、法、德、意五国驻清公使分别电告各自政府，派遣海军至大清帝國的渤海灣。
- 3月14日——美國公布货币法，确立金本位制度，1盎司纯度的90%的黄金相当于20.6美元。
- 3月19日——美國总统麦金莱在首都华盛顿声明美国与波多黎各维持贸易自由的必要性。（参见1900年4月12日）
- 3月20日——美国国务卿海约翰宣称，中国“门户开放”政策已经获得英、德、法、意等国的支持。（参见1900年5月17日）
- 3月20日——卡内基钢铁公司在美国新泽西州成立。（参见1901年3月13日）
- 3月24日——美国纽约市长范威克Van Wyck为纽约市第一条快速地铁Rapid Transit Railroad举行动土仪式。（参见1904年10月27日）
- 3月29日——美國陆军部在菲律宾设立军官区。

### 4月
- 4月30日——夏威夷正式成為美國領土。

### 5月
- 5月18日——東加成為英國的保護國。
- 5月21日——英、美、法、德各驻华公使再次照会清政府，敦促严厉镇压义和团及惩办镇压不力的官吏。
- 5月30日——義和團佔領天津。
- 5月31日——八國聯軍抵達中國。

### 6月

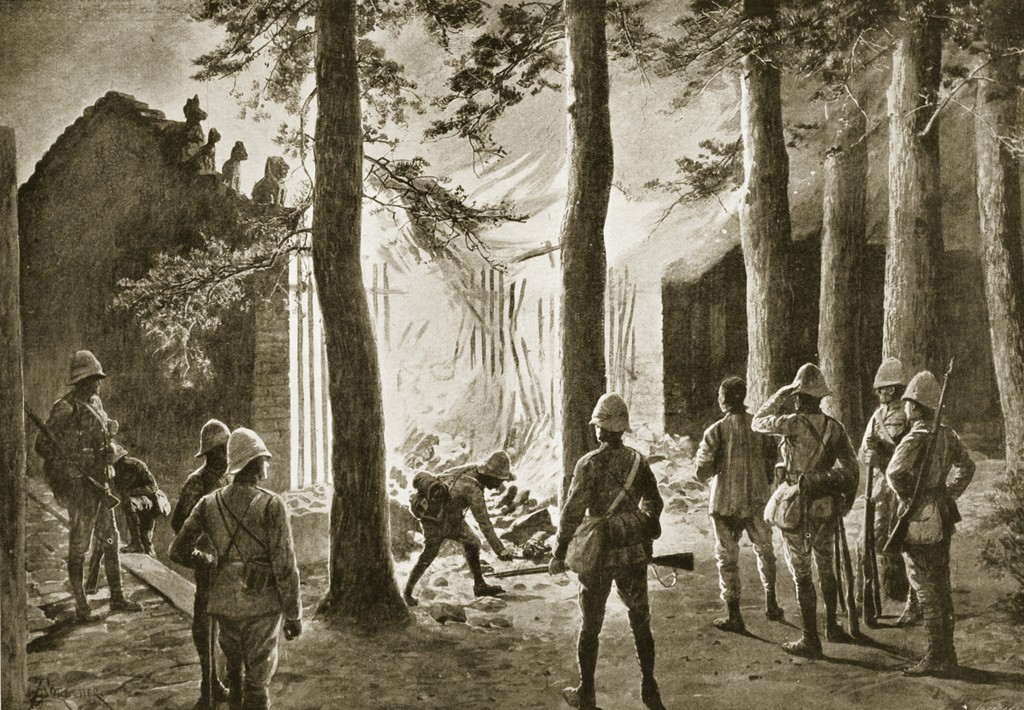
八國聯軍侵華

- 6月17日－八国联军攻占大沽炮台。

### 7月
- 7月14日——八国联军占领天津。

## 外部連結
- 维基共享资源上的相關多媒體資源：1900年美國